# Nilljochhütte
Die Nilljochhütte (bis Ende der Saison 2008: Niljochhütte) ist eine privat betriebene, bewirtschaftete Schutzhütte der Kategorie II oberhalb des Virgentals, im österreichischen Osttirol. Sie liegt an der Südflanke des Großvenediger-Massivs (3657 m) im Nationalpark Hohe Tauern. Das Haus wurde von 2009 auf 2010 an der Stelle der alten Niljochhütte neu errichtet und am 19. Juni 2010 eröffnet.
Die Hütte liegt unterhalb der Bonn-Matreier Hütte und kann wie diese als Ausgangspunkt für Touren in der südlichen Venedigergruppe wie z. B. auf die Wunspitze (3219 m) genutzt werden. Eine Variante des Venediger Höhenwegs führt an der Hütte vorbei. Der Anstieg aus dem Virgental zur Nilljochhütte ist problemlos und für Kinder und Senioren leicht erreichbar.

## Anstieg
- Prägraten, Parkplatz Wallhorn (1700 m) in ca. 50 Minuten, leichte Wanderung.
- Parkplatz Budam (1570 m), 1 bis 1½ Stunden, Virgen-Obermauern, einziger Winterzustieg.
- Virgen über Parkplatz Marin (1350 m) auf breiter, privater Forststraße in 2½ Stunden zur Hütte.

## Übergänge
- Zur Bonn-Matreier Hütte (2750 m) in 3 Stunden.
- Zur Eisseehütte (2521 m) in 4 Stunden.
- Zur Bodenalm (1954 m) in 1 Stunde.
- Zur Sajathütte (2575 m) in 3 Stunden.
- Zur Gottschaunalm (1943 m) in 1½ Stunden.

## Gipfelbesteigungen
- Hoher Eichham, 3371 m, in 5½ Stunden
- Wunwand, 3061 m, in 4 Stunden
- Wunspitze, 3217 m, in 4½ Stunden
- Kuhhaut, 3190 m, in 3 Stunden